# Stanisław Glezmer
Stanisław Kostka Edward Władysław Glezmer herbu Bożena (ur. 21 stycznia 1853, a według napisu na nagrobku w 1854 w Tursku Wielkim, zm. 16 lipca, a wedle źródeł rosyjskich 23 czerwca 1916 w Petersburgu) – polski inżynier technolog, przemysłowiec, działacz społeczny, a także członek Rady Państwa.

## Życiorys
Pochodził z rodziny szlacheckiej wywodzącej się ze Szwecji. Był synem bankiera Piotra Jana Ignacego (1818–1891, powstańca styczniowego represjonowanego przez władze carskie) i Scholastyki ze Świderskich (około 1828–1865). Glezmerowie przejęli majątek w Tursku Wielkim w 1846 (po rodzinie Neumarków).
Uczył się w pińczowskim gimnazjum Wielopolskiego, a potem w gimnazjum w Radomiu, które skończył w 1869. W 1870 wyjechał do Petersburga, gdzie rozpoczął studia w Instytucie Technologicznym, ukończone w 1875. Uzyskał tytuł inżyniera technologa i od razu został członkiem Rosyjskiego Towarzystwa Technicznego. Założył w Petersburgu najprawdopodobniej pierwszą w Rosji fabrykę utylizacji kości zwierzęcych, której był dyrektorem. Zakłady na Wyspie Gutujewskiej przetwarzały kości zwierzęce na m.in. nawozy sztuczne, olej i węgiel kostny oraz klej. Spółka była monopolistą do czasu rewolucji w 1917. W 1895 zakłady uzyskały złoty medal moskiewskiego Cesarskiego Towarzystwa Rolniczego, a w 1896 prawo do używania carskiego herbu. Podczas 35 lat zarządzania przez Glezmera zakłady zdobyły 28 medali na wystawach międzynarodowych i rosyjskich.
Należał do różnych towarzystw ubezpieczeń wzajemnych. Począwszy od 1880 zasiadał w komisjach powoływanych przez Ministerstwo Finansów. Od 1893 należał, a od 1896 do 1912 kierował komisją, wypracowującą projekt ustawy o wzajemnych ubezpieczeniach robotniczych od nieszczęśliwych wypadków. Został również jednym z doradców Ministerstwa Finansów ds. handlu i przemysłu.
Był świadomym swej narodowości Polakiem i nie utrzymywał stosunków towarzyskich ani z Rosjanami, ani z innymi petersburskimi cudzoziemcami. Nie przeszkadzało to w wybraniu go w 1906 na prezesa Rosyjskiego Cesarskiego Towarzystwa Technicznego, którego był później honorowym członkiem. W kamienicy w parku Jekatierinhofskim przy ul. Mołwinskiej urządził 3-klasową szkołę zawodową dla dzieci robotniczych. W 1912 towarzystwo utworzyło fundusz charytatywny imienia carewicza Aleksieja Nikołajewicza, którego celem była organizacja szkół zawodowych dla młodych ludzi.
Od 1897 działał w Stowarzyszeniu Wspomagania Produkcji Przemysłowej (od 1906 Związek Fabrykantów i Przemysłowców Petersburskich) – do 1912 był prezesem tej organizacji. Zajmował się wspieraniem robotniczych organizacji samopomocowych oraz służby zdrowia i szkół dla dzieci z rodzin robotniczych.
W trakcie rewolucji 1905 roku zaangażował się w politykę. Współorganizował wówczas konserwatywno-liberalną partię Związek 17 Października oraz Partię Postępowo-Ekonomiczną. W 1906 wszedł do Rady Rosyjskiego Związku Wzajemnych Ubezpieczeń w Moskwie, jak również współzakładał Radę Zjazdów Przemysłu i Handlu. Został też członkiem Dumy Miejskiej i Rady Państwa jako przedstawiciel kręgów przemysłowych. Odbył wówczas podróż na Kaukaz i nad Morze Kaspijskie (1907). W 1909 podróżował po Dalekim Wschodzie z uwagi na fascynację tym rejonem świata.
Po wybuchu I wojny światowej wszedł w skład Centralnego Komitetu Obywatelskiego (1915). Niósł tam pomoc polskim jeńcom i osobom wygnanym ze swoich domów. Jako członek Rady Państwa (razem z Władysławem Żukowskim) pozostawał w składzie komisji ds. rozpatrywania spraw ekonomicznych Królestwa Polskiego przed ich wniesieniem do Rady Ministrów. Udzielał się w sprawach opieki nad dziećmi oraz zaprowiantowania kraju. Był w składzie delegacji Polskiego Towarzystwa Pomocy Ofiarom Wojny do Siergieja Wittego i było to jego ostatnie zadanie publiczne w Rosji.
22 września 1901 kupił za kwotę 126.388,05 rubli od Leopolda Juliana Kronenberga pałac w Strugach, gdzie w latach 1910–1912 Zdzisław Kalinowski i Czesław Przybylski przeprowadzili gruntowny remont i wyeksponowali jego kolekcję sztuki dalekowschodniej. Na mocy testamentu spadkobiercy przekazali ją w 1919 Muzeum Narodowemu w Warszawie (II wojnę światową przetrwało około dwieście eksponatów). Podczas pobytu w Petersburgu zamieszkiwał głównie w letnisku Jekatierynhofie, gdzie miał dwór prowadzony w stylu polskim.

Grobowiec Glezmerów (w tym Stanisława) na cmentarzu przykościelnym w Mikołajewie

Zmarł nagle w swoim gabinecie w Petersburgu. Pochowano go na rzymskokatolickim Cmentarzu Wyborskim. Pogrzebowi przewodniczył arcybiskup mohylewski Jan Cieplak, a uczestniczyła w nim duża liczba przedstawicieli różnorakich organizacji, z którymi miał związek w życiu. Następnie przeniesiono go do rodzinnego grobowca na cmentarzu parafialnym w Mikołajewie, gdzie spoczęła też jego żona Wanda, syn Stanisław Bolesław oraz brat Jan. 4 sierpnia 1916 w Warszawie arcybiskup Aleksander Kakowski mszę żałobną w jego intencji.
Po jego śmierci dobra Strugi otrzymały dzieci.

## Dobroczynność
W Petersburgu od 1870 udzielał się w różnego organizacjach dobroczynnych oraz działał społecznie. W 1882 zakładał z Gustawem Kamieńskim Towarzystwo Absolwentów Instytutu Technologicznego. W 1886 został jego honorowym członkiem. W czasie I wojny światowej działał w tzw. komitecie wielkiej księżnej Tatiany Nikołajewnej, z którego pozyskał dla Centralnego Komitetu Obywatelskiego znaczącą pomoc finansową.
Działał w organizacjach polonijnych. Związany był z Rzymskokatolickim Towarzystwem Dobroczynności przy kościele św. Katarzyny. W 1915 był inicjatorem założenia całorocznej szkółki rolniczej dla 20 chłopców we wsi Strugi Białe (obecnie Krasnyje Strugi, obwód pskowski). Działalność ta prowadzona była w oparciu o idee gniazd sierocych.
W 1916 wybrano go prezesem Piotrogrodzkiego Koła Towarzystwa Opieki nad Zabytkami Przeszłości. Było to pierwsze w Rosji tego typu stowarzyszeniem polonijne. Członkowie inwentaryzowali i chronili polskie dziedzictwo kulturowe. Był prezesem tej organizacji do śmierci.
Od 1911 rozwinął w oparciu o własne majątki w Tursku Wielkim i okolicach charytatywny projekt gniazd sierocych, zgodnie z założeniami Kazimierza Jeżewskiego. W 1908 obaj wspólnie powołali Towarzystwo Gniazd Sierocych w Królestwie Polskim, którego był najpierw prezesem, a potem honorowym prezesem. Zajmował się wychowaniem i edukacją osieroconych dzieci.

## Rodzina
Pierwszą jego żoną była Wanda Kamila z Szerszeńskich (ur. 18 lipca 1856 w Wiskitnie, zm. 22 lipca 1906 w Warszawie). Miał z nią córkę Helenę (ur. 1880), która wyszła za mąż za Zygmunta Henryka Brudzińskiego (ur. 1876), a także syna Stanisława Bolesława (ur. 23 września 1882 w Petersburgu, zm. 28 czerwca 1953 w Lipianach).
Jego drugą żoną była Halina Gabriela Rostropowicz (ur. 1856, zm. 1929), która była córką Hannibala Władysława (ur. 1829, zm. 1908), wcześniej zamężna z Wiktorem Schurrem.
Miał rodzeństwo: siostrę Natalię Annę (ur. 1849, zm. 1872) zamężną z Antonim Franciszkiem Szańkowskim oraz brata Jana (przemysłowca, ur. 29 sierpnia 1860 w Tursku Wielkim, zm. 6 stycznia 1910 w Petersburgu).

## Odznaczenia
Był odznaczony Orderem św. Stanisława II kl. (1883) i Orderem św. Anny III kl. (1897).